# Домингес, Колумба
Колумба Домингес (исп. Columba Dominquez Adalid; 4 марта 1929, Гуаймас, Сонора, Мексика — 13 августа 2014, Мехико, Мексика) — мексиканская актриса, певица и художница.

## Биография
Родилась 4 марта 1929 года в Гуаймасе. В раннем детстве встретилась с мексиканским режиссёром Эмилио Фернандесом, и тот предложил актрисе сниматься, так она стала актрисой Золотого века мексиканского кинематографа. В 1949 году она играла в фильме «Сельская девушка» и была номинирована на Международном кинофестивале в Карловых Варах. Колумбия Домингес знала несколько языков, и поэтому у неё были огромные шансы сниматься далеко за пределами Мексики. В 1950 году она отправилась в Италию, чтобы играть ведущую роль в фильме «Эдера». В том же году в Мексике снялась в фильме «Один день из жизни», который на родине прошёл незамеченным, а в бывшей Югославии имел оглушительный успех. В 1961 году записала свои песни и издала сборник на грампластинке, в 2012 году её сборник был перевыпущен в цифровом виде на MP3. В 1960-е годы Колумба Домингес стала терять мировую популярность, но затем с переходом на съёмки в теленовеллах вновь укрепила мировую популярность. Настоящая слава к актрисе пришла в 1979 году, когда она снималась в культовом мексиканском телесериале «Богатые тоже плачут» в роли Марии, но вскоре вместе с рядом актёров устроила скандал с продюсером Валентином Пимштейном, и тот принял решение уволить скандалистов и сменить актёров. Так на роль Марии была приглашена Марикруз Нахера, которая не снискала такой популярности, как её предшественница. В 1987 году вышла на пенсию, однако снялась в 2014 году в короткометражном фильме «Рамона». Начиная с 1987 года, после завершения участия в кинематографе Домингес освоила новые жанры — танцы, игра на фортепиано, фехтование и верховую езду. Также она стала создавать рисунки, в Европе прошла выставка её работ. Всего за кинокарьеру снялась в 56 работах в кино, среди них присутствуют и теленовеллы.
Скончалась 13 августа 2014 года в Мехико в больнице от инфаркта миокарда, вызванным пневмонией. Похоронена на кладбище «Пантеон».

## Фильмография

### Мексика

#### Сериалы телекомпанииTelevisa
- 1967 — Шторм — Лоренса.
- 1973 — Письмо без адреса
- 1979 — Богатые тоже плачут — Мария#1 (дубл. Людмила Стоянова).

#### Фильмы

##### Фильмы эпохи Золотого века мексиканского кинематографа
- 1946 — Пепита Хименес — Андалуза (подросток) (в титрах не указана).
- 1947 — Жемчужина
- 1948 — Рио Эскондидо — Мерседитас.
- 1948 — Макловия — Сара.
- 1949 — Сельская девушка — Палома.
- 1949 — Нелюбимая — Асасия.
- 1950 — Один день жизни — Белен Марти.
- 1952 — Море и ты
- 1953 — Репортаж — Петра.
- 1955 — Река и смерть — Мерседес (главная роль).
- 1955 — Сила слабых
- 1957 — Похитители тел — Лусия.

##### Фильмы последующих лет
- 1961 — Железные братья — Вдова.
- 1962 — Важный человек — Хуана.
- 1962 — Деревушка — Асунсьон.
- 1962 — Ткач чудес — Ремедиос.
- 1963 — Бумажный человек — Директор дома.
- 1963 — Раненый голубь
- 1964 — Тень детей — Ольга.
- 1965 — Волчица — Марсела де Фернандес.
- 1965 — Приключения в центре Земли — Лаура Понсе.
- 1972 — Мой сын Тисок — Донья Лупе.
- 2014 — Рамона (короткометражка) — Рамона (главная роль).

- 1950 — Эдера (Италия) — Аннеса.
- 1958 — Хлеб, любовь и Андалусия (Испания)